# Saint-Hippolyte-le-Graveyron
Saint-Hippolyte-le-Graveyron – miejscowość i gmina we Francji, w regionie Prowansja-Alpy-Lazurowe Wybrzeże, w departamencie Vaucluse.
Według danych na rok 1990 gminę zamieszkiwało 169 osób, a gęstość zaludnienia wynosiła 34 osoby/km² (wśród 963 gmin regionu Prowansja-Alpy-W. Lazurowe Saint-Hippolyte-le-Graveyron plasuje się na 636. miejscu pod względem liczby ludności, natomiast pod względem powierzchni na miejscu 799.).

## Populacja

Populacja Saint-Hippolyte-le-Graveyron w latach 1962-2008